# Xankəndi
Xankəndi oder deutsch Chankändi ist eine Stadt in Aserbaidschan. Unter dem Namen Stepanakertⓘ (armenisch Ստեփանակերտ, russisch Степанакерт) war sie bis 2023 Hauptstadt der Republik Arzach, eines nicht anerkannten De-facto-Staates im Kleinen Kaukasus, und zuvor in der Sowjetzeit Hauptstadt der Autonomen Oblast Bergkarabach. Die Stadt im Tal des Karkar (Qarqarçay) hatte 2015 etwa 55.000 Einwohner. Nach der Rückeroberung durch Aserbaidschan flohen fast alle Bewohner.

## Name
Im Mittelalter hieß die Stadt nach armenischen Quellen Wararakn (armenisch Վարարակն ‚Schnell fließender Strom‘), woran noch der Name einer kleinen Kirche erinnert. 1847 wurde sie in Xankəndi (andere Umschriften Xankändi, Khankendi, Chankendi, Chankändi oder Hankendi) umbenannt. Die aserbaidschanische Bezeichnung Xankəndi setzt sich aus alttürkischen Wortbestandteilen zusammen. In der aserbaidschanischen/türkischen Sprache bedeutet xan „Khan“ und kənd bedeutet „Dorf“. Der Begriff lässt sich somit als „Dorf des Khans“ deuten und ist im Zusammenhang mit dem Khanat Karabach zu sehen. Mit der planmäßigen Gründung als Gebietshauptstadt 1923 in sowjetischer Zeit erhielt der Ort nach Stepan Schahumjan den Namen Stepanakert.

## Geschichte

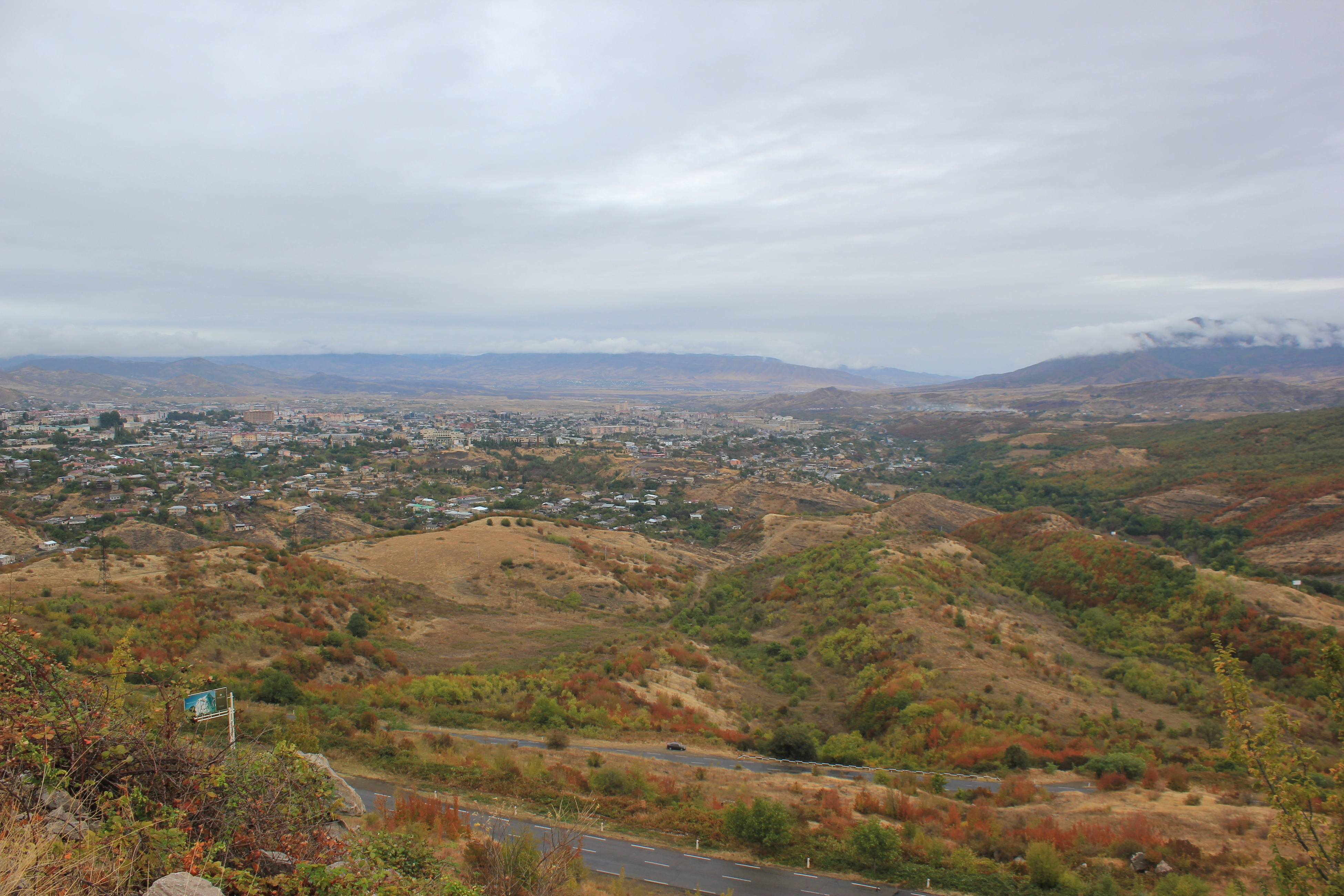
Blick von Süden über die Stadt (2017)

Das Gebiet der Stadt teilt die wechselhafte Geschichte der Region Bergkarabach, die lange Teil armenischer Staaten war, oft unter Fremdherrschaft diverser Reiche und seit dem Mittelalter zunehmend auch von muslimischen Aserbaidschanern bevölkert wurde. So war die Siedlung auch Teil des in diesem Gebiet bestehenden Khanat Karabach mit Hauptstadt im nahen Schuschi, ehe sie mit diesem im 19. Jahrhundert Teil des Russischen Reiches wurde. In diesem war es ab 1868 Teil des Ujesd Schuschi, bis das Reich in der Oktoberrevolution 1917 und dem darauffolgenden Bürgerkrieg unterging.
Nach der weitgehenden Zerstörung von Schuschi, bis dahin größte Stadt Bergkarabachs, in Folge des Schuscha-Pogroms durch türkische und aserbaidschanische Truppen im März 1920 wurde von der bald darauf folgenden Sowjetmacht entschieden, an der Stelle des vorherigen Dorfes Xankəndi eine neue Stadt als Hauptstadt der innerhalb der Aserbaidschanischen SSR neu zu errichtenden Autonomen Oblast Bergkarabach zu gründen. Diese erhielt 1923 den Namen Stepanakert nach dem armenischen Kommunisten Stepan Schahumjan, der 1918 im russischen Bürgerkrieg von Sozialrevolutionären in Krasnowodsk hingerichtet worden war. Der Ort wuchs vor allem durch die Zuwanderung von Armeniern aus den umliegenden Dörfern schnell und erhielt 1940 die Stadtrechte.

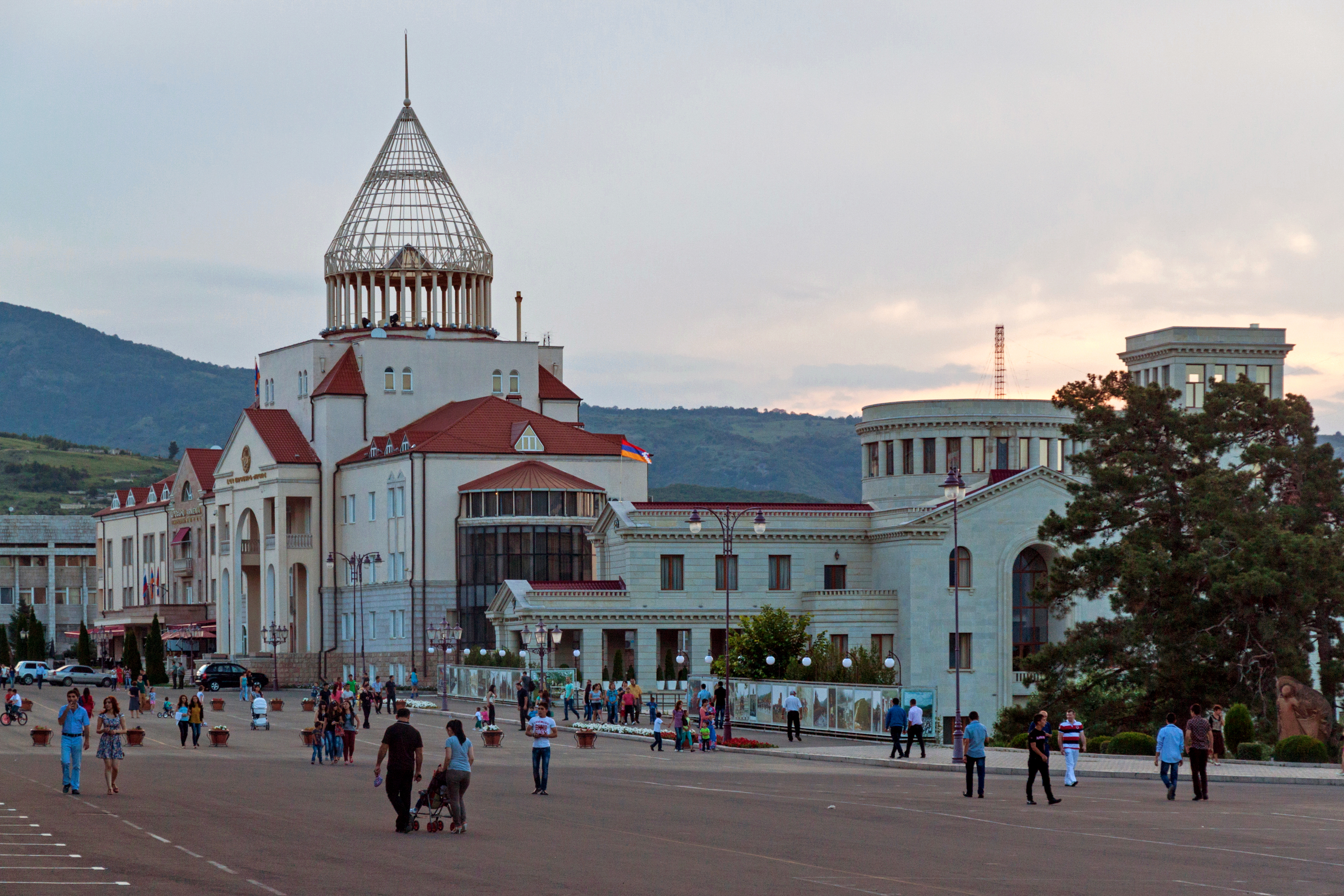
Platz der Wiedergeburt mit dem Gebäude der Nationalversammlung (2014)

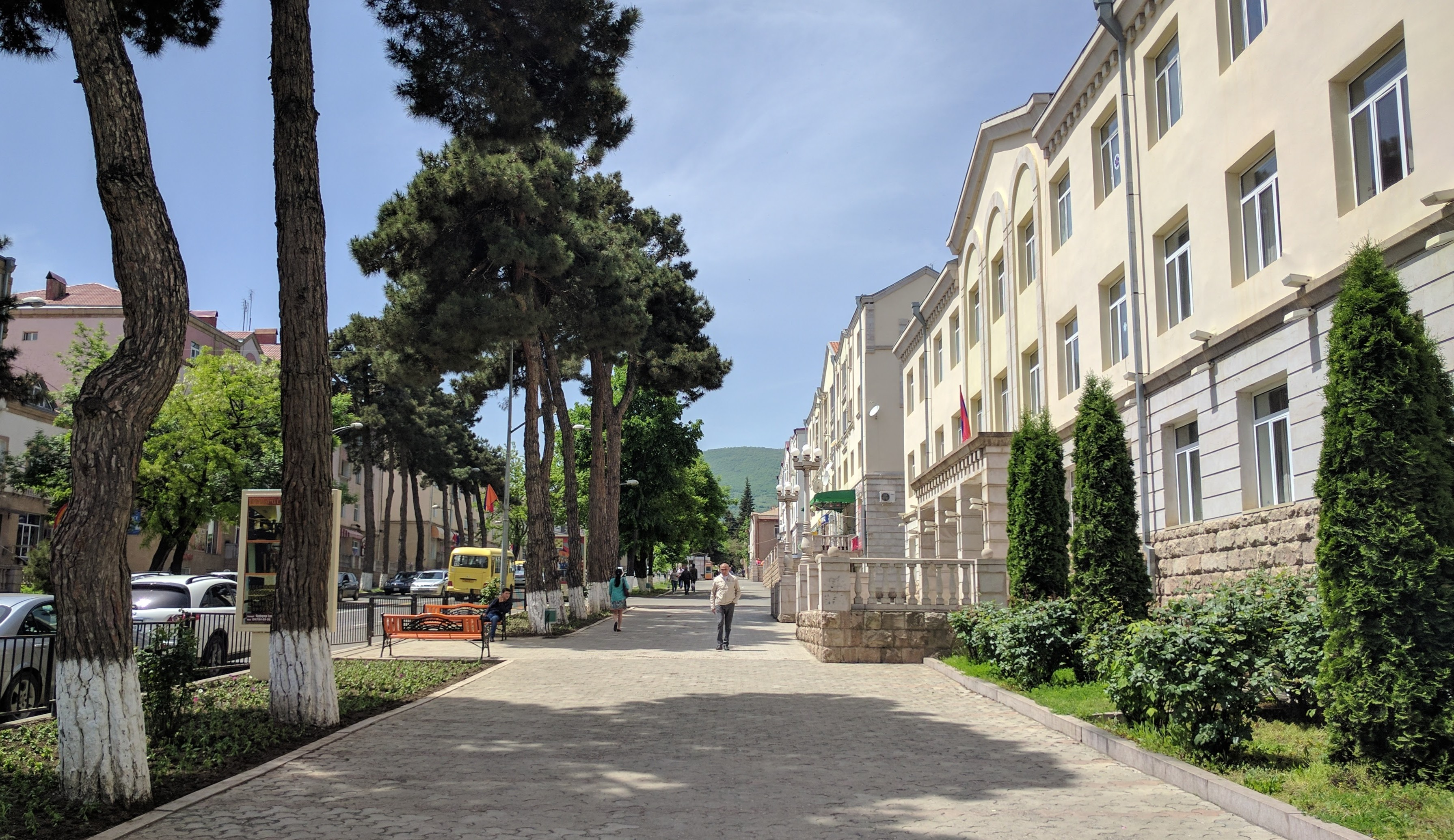
Straße der Befreier (Prospekt Azatamartikneri), 2017

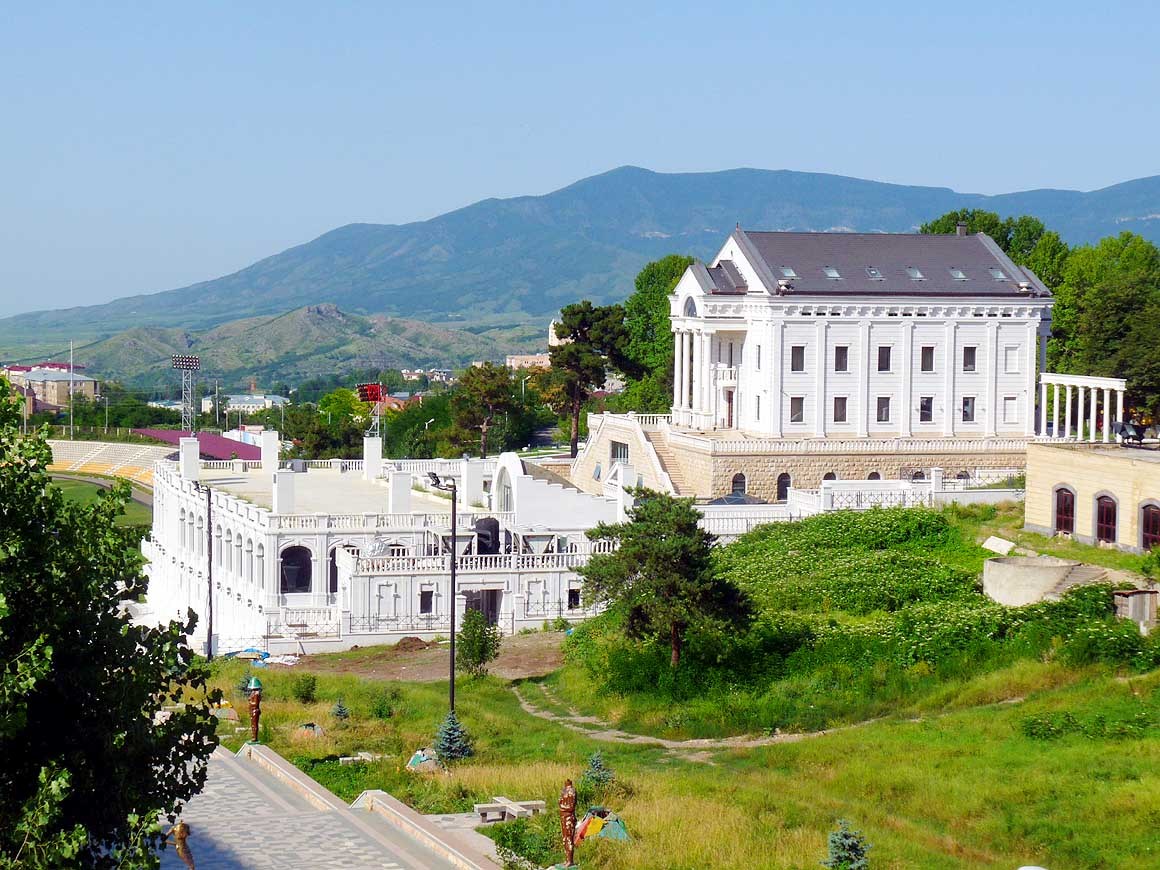
Innenstadt Stepanakert (2015)

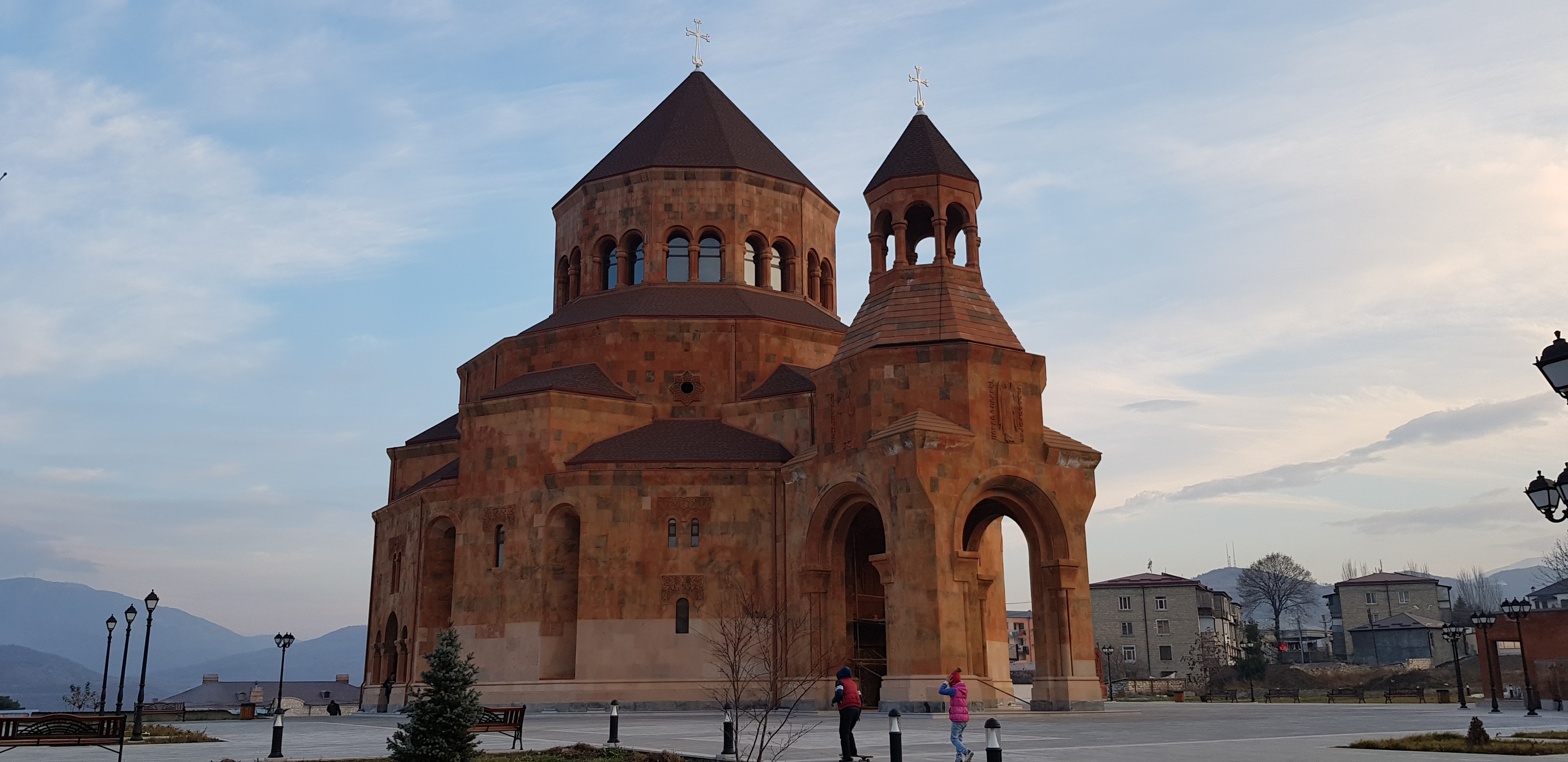
Mariä-Schutz-und-Fürbitte-Kathedrale des armenisch-apostolischen Bistums Arzach (2019)

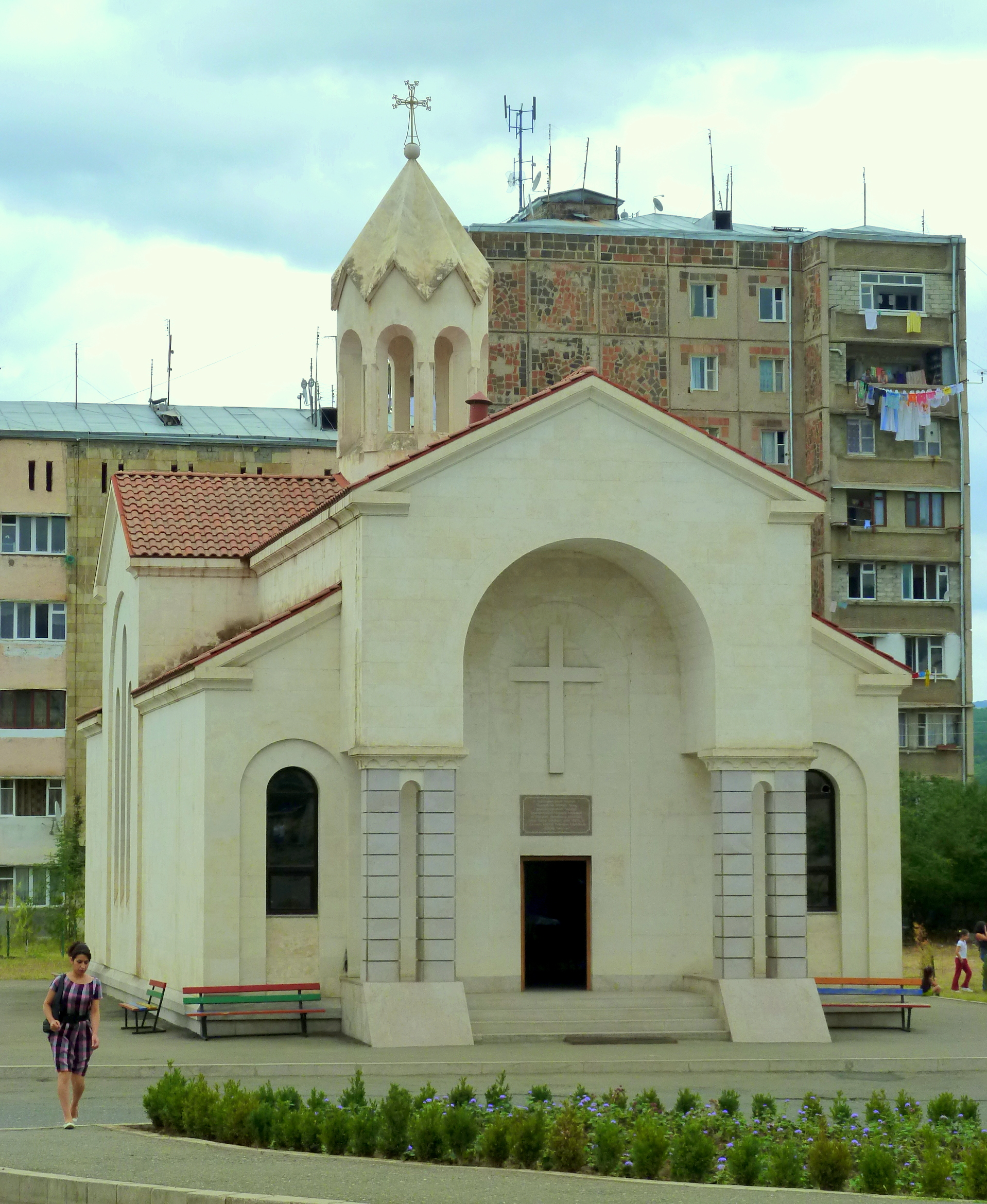
Surp Hakob (Jakobskirche)

Im Zuge des ab 1988 eskalierenden Bergkarabachkonflikts proklamierte der Nationalrat von Bergkarabach im September 1991 die Unabhängigkeit der Republik Bergkarabach mit Stepanakert als Hauptstadt. Am 26. November entzog Aserbaidschan Bergkarabach den Autonomiestatus und begann mit dem Raketenbeschuss Stepanakerts. Durch die Einnahme von Schuschi am 9. Mai 1992 wurde der aserbaidschanische Beschuss der Stadt beendet. Der mittlerweile in Republik Arzach umbenannte Staat konnte sich im bis 1994 anhaltenden Krieg zwar behaupten, erlangte aber außerhalb von einigen US-Bundesstaaten in der UN mehrheitlich keine völkerrechtliche Anerkennung und wird von Aserbaidschan weiterhin als eigenes Territorium beansprucht. Für die Gebietshauptstadt wird von der aserbaidschanischen Seite statt Stepanakert der Name Xankəndi verwendet.

### Umbau der Stadt nach der Übernahme durch Aserbaidschan
Nach der Offensive Aserbaidschans gegen Arzach am 19. und 20. September 2023 und der daraus folgenden Kapitulation und Auflösung der Republik Arzach sind fast alle Armenier aus der Stadt geflohen. Am 29. September geriet die Stadt unter die Kontrolle Aserbaidschans.
Nach der Besetzung der nunmehr Xankəndi genannten Stadt und der Massenflucht ihrer Bevölkerung begannen die neuen aserbaidschanischen Behörden rasch mit Maßnahmen, das Gesicht der Stadt zu verändern und ihre armenischen Spuren zu tilgen. Bereits im August 2021 hatte Aserbaidschan eine Karte mit geplanten Straßennamen in Xankəndi veröffentlicht, die Anfang Oktober 2023 erneut vorgestellt wurde. Namensgeber sind großenteils aserbaidschanische Persönlichkeiten und im Fall einer großen Stadtstraße Enver Pascha, einer der Planer des Völkermordes an den Armeniern ab 1915. Auf aktuellen Karten der aserbaidschanischen Regierung sind diese Straßennamen einschließlich der Enver-Pascha-Straße zu sehen. Noch 2023 wurde die aus Sowjetzeiten stammende Statue für Stepan Schahumjan zerstört. Im März 2024 wurden das Parlamentsgebäude der ehemaligen Nationalversammlung der Republik Arzach und das Gebäude der Veteranen des ersten Krieges um Bergkarabach am Platz der Wiedergeburt, nunmehr Platz des Sieges, vollständig abgebrochen. Die regierungsnahe private Nachrichtenagentur Turan rechtfertigte dies damit, dass die Gebäude „ohne jede kulturelle oder historische Bedeutung“ seien und der Abriss einen maßgeblichen Schritt zur „Wiederherstellung der Integrität der Stadt“ darstelle. Im September 2024 berichtete das Portal Bellingcat, dass aus Satellitenaufnahmen deutlich werde, dass Wohnungen in ganzen Stadt leergeräumt wurden. Satellitenbilder vom April 2024 zeigten über das ganze Stadtgebiet verteilt auf den Straßen der Stadt Haufen von Wohnungsinventar, das offenbar nach draußen geworfen worden war. Im Mai 2024 wurde ein ganzes Wohnviertel vollständig abgerissen, um Neubauten für die neu gegründete Karabach-Universität Platz zu machen. Bellingcat wies in diesem Zusammenhang auf die aus der Entscheidung des Internationalen Gerichtshofs (ICJ) hervorgehende Verpflichtung Aserbaidschans hin, „Personen, die nach dem 19. September 2023 Bergkarabach verlassen haben und zurückkehren wollen, dies in sicherer, ungehinderter und rascher Weise zu ermöglichen“. Auf eine Anfrage Bellingcats antworteten die aserbaidschanischen Behörden nicht.

## Einrichtungen
In Stepanakert befanden sich die Nationalversammlung, die Sitze des Präsidenten und der Regierung der Republik Arzach. Die Stadt war Sitz mehrerer Universitäten, darunter der Staatlichen Universität Arzach. Der bis 2011 sanierte Flughafen Stepanakert, auf dem jedoch kein Flugverkehr stattfand, liegt acht Kilometer nordöstlich der Stadt.

## Bevölkerungsentwicklung
Während der Zeit des russischen Reiches war der Ort der einzige mit fast ausschließlich russischer Bevölkerung im Kreis. Nachdem die aserbaidschanische Minderheit im Krieg Anfang der 1990er Jahre floh, lebten in der Stadt fast ausschließlich Armenier.
|                                                       |          |          |                |                |        |        |        |
| Jahr                                                  | Armenier | Armenier | Azeris/Tataren | Azeris/Tataren | Russen | Russen | Gesamt |
| 1886                                                  | 2        | 0,7 %    | 1              | 0,4 %          | 276    | 98,9 % | 279    |
| 1921                                                  | 981      | 71,1 %   | 398            | 28,9 %         | 0      | 0 %    | 1.379  |
| 1926                                                  | 2.724    | 85,4 %   | 343            | 10,8 %         | 59     | 1,9 %  | 3.189  |
| 1939                                                  | 9.079    | 86,8 %   | 672            | 6,4 %          | 563    | 5,4 %  | 10.459 |
| 1959                                                  | 17.640   | 89,5 %   | 1.143          | 5,8 %          | 698    | 3,5 %  | 19.703 |
| 1970                                                  | 26.684   | 88,1 %   | 2.762          | 9,1 %          | 607    | 2,0 %  | 30.293 |
| 1979                                                  | 33.898   | 87,0 %   | 4.303          | 11,0 %         | 549    | 1,4 %  | 38.948 |
| 1992: Vertreibung der aserbaidschanischen Bevölkerung |          |          |                |                |        |        |        |
| 2005                                                  |          | ~100%    |                |                |        |        | 49.848 |
| 2009                                                  |          | ~100%    |                |                |        |        | 52.900 |
| 2015                                                  |          | ~100%    |                |                |        |        | 55.200 |
| 2023: Vertreibung der armenischen Bevölkerung         |          |          |                |                |        |        |        |

## Kirchen
Obwohl ein Großteil der Einwohner Stepanakerts auch zu Sowjetzeiten der Armenischen Apostolischen Kirche angehörte, gab es bis 2007 keine Kirche, denn die Ende des 19. Jahrhunderts errichtete Georgskirche (Surp Kevork) wurde unter Josef Stalin in den 1930er Jahren abgerissen, um dem Stepanakerter Theaterbau Platz zu machen.
Am nördlichen Rand der Stadt nahe dem Soldatenfriedhof gibt es auf einem Stück Privatland eine kleine mittelalterliche Kirche mit dem Namen Vararakn (armenisch Վարարակն, deutsch „schnell fließender Strom“), die seit langer Zeit nicht mehr genutzt wird. Sie trägt denselben Namen wie das alte armenische Dorf, an dessen Stelle die sowjetische Stadt Stepanakert gegründet wurde.
Am 9. Mai 2007, dem 15. Jahrestag der Einnahme Schuschis, wurde die Jakobskirche (Surp Hakob) eröffnet. Der Bau wurde vom Mäzen Nerses Yepremian aus Los Angeles ermöglicht.
Mit dem Bau der Mariä-Schutz-und-Fürbitte-Kathedrale wurde am 19. Juli 2006 begonnen. Finanziert wurde der anfangs auf 2 Millionen US-Dollar projektierte Bau von seinem Architekten, Gagik Yeranosyan. Die Kathedrale wurde im Jahr 2019 geweiht und eröffnet.

## Verkehr
Der Bahnhof der Stadt lag an der Bahnstrecke Yevlax–Stepanakert, die abschnittweise von Yevlax kommend hierhin eröffnet wurde und die Stadt 1978 erreichte. Der Abschnitt zwischen Ağdam und Stepanakert wurde 1990 der russischen Armee unterstellt und mit dem Beginn kriegerischer Auseinandersetzungen zwischen Armenien und Aserbaidschan der Verkehr im März 1992 eingestellt. Seitdem ist die Stadt wieder ohne Eisenbahnanschluss.

## Söhne und Töchter der Stadt
- Bachschi Galandarli (Bəxşi Qələndərli) (1903–1985), sowjetaserbaidschanischer Schauspieler und Theaterdirektor
- Armen Abaghjan (1933–2005), sowjetischer, später russischer Nuklearphysiker
- Zori Balajan (* 1935), Schriftsteller, Journalist und Sportarzt
- Don Askarian (1949–2018), sowjetisch-deutscher Filmproduzent, Regisseur und Drehbuchautor
- Georgi Petrosjan (* 1953), Außenminister der international nicht anerkannten Republik Bergkarabach von 2005 bis 2011, Parlamentspräsident der Republik Bergkarabach von 1992 bis 1993
- Robert Kotscharjan (* 1954), der erste Präsident der Republik Bergkarabach, 1998 bis 2008 Präsident Armeniens
- Sersch Sargsjan (* 1954), ehemaliger Präsident Armeniens (2008–2018)
- Fechreddin Manafov (Fəxrəddin Manafov) (* 1955), aserbaidschanischer Schauspieler
- Arkadi Ghukassjan (* 1957), Präsident der international nicht anerkannten Republik Bergkarabach von 1997 bis 2007
- Bako Sahakjan (* 1960), armenischer Politiker in der international nicht anerkannten Republik Arzach, sowie deren Präsident von 2007 bis 2020
- Artur Tovmasjan (* 1962), Präsident der Nationalversammlung der Republik Bergkarabach von 1996 bis 1997, Dozent an der Staatlichen Universität Arzach, Vorsitzender des Leichtathletikverbandes von Arzach
- Karen Karapetjan (* 1963), ehemaliger Ministerpräsident Armeniens (2016–2018) und Bürgermeister Jerewans (2010–2011)
- Samwel Babajan (* 1965), Militärkommandant, Oberbefehlshaber und Verteidigungsminister der Republik Bergkarabach
- Massis Majiljan (* 1967), Außenminister der Republik Arzach von 2017 bis 2021
- Wardges Ulubabjan (* 1968), Parlamentsabgeordneter der Republik Bergkarabach
- Arajik Harutjunjan (* 1973), Präsident der international nicht anerkannten Republik Arzach von 2020 bis 2023, von 2007 bis 2017 Premierminister
- Gagik R. Petrosjan (* 1973), Parlamentsabgeordneter der Republik Bergkarabach
- Aram Grigorjan (* 1977), Parlamentsabgeordneter der Republik Bergkarabach
- Andre (* 1979), armenischer Sänger, der Armenien beim Eurovision Song Contest 2006 vertrat
- Arsen Miqajeljan (* 1982), Parlamentsabgeordneter der Republik Bergkarabach
- Mihran Hakobjan (* 1984), armenischer Bildhauer
- Rosa Sarkissjan (* 1987), ukrainische Theaterregisseurin
- Wladimir Arsumanjan (* 1998), armenischer Sänger und Gewinner des Junior Eurovision Song Contest 2010
- Gor Manweljan (* 2002), armenischer Fußballer